# Liste der Ehrenbürger von Marktschorgast
Die Ehrenbürgerwürde ist die höchste Auszeichnung, die der Markt Marktschorgast zu vergeben hat. 
Hinweis: Die Auflistung erfolgt chronologisch nach Datum der Zuerkennung.

## Die Ehrenbürger des Marktes Marktschorgast
1. Peter Baumann (* 9. März 1860; † 12. Juli 1933)
Oberlehrer
Verleihung am 30. März 1913
2. Josef Preis (* 15. November 1869; † 1950)
Pfarrer
Verleihung am 4. März 1921
Preis war von 1913 bis 1924 in schweren Zeiten Pfarrer in Marktschorgast.
3. Robert Hütter (* 5. März 1873; † 17. Februar 1956)
Oberlehrer
Verleihung 28. März 1924
4. Paul von Hindenburg (* 2. Oktober 1847 in Posen; † 2. August 1934 auf Gut Neudeck)
Reichspräsident
Verleihung am 22. März 1933; 12. Januar 2017 Distanzierungsbeschluss, Aberkennung durch den Marktgemeinderat Marktschorgast
5. Adolf Hitler (* 20. April 1889 in Braunau am Inn; † 30. April 1945 in Berlin)
Reichskanzler
Verleihung am 22. März 1933; 12. Januar 2017 Distanzierungsbeschluss, Aberkennung durch den Marktgemeinderat Marktschorgast
6. Franz Neuwirth (* 17. September 1861; † 26. April 1942)
Kaufmann und Bürgermeister
Verleihung am 22. März 1933
7. Hans Schemm (* 6. Oktober 1891 in Bayreuth; † 5. März 1935 ebenda)
Kultusminister
Verleihung am 4. Mai 1933; 12. Januar 2017 Distanzierungsbeschluss, Aberkennung durch den Marktgemeinderat Marktschorgast
8. Josef Witmann (* 6. Januar 1852; † unbekannt)
Hauptlehrer
Verleihung am 14. Dezember 1933
9. Johannes Martin (* unbekannt; † 2. Februar 1940) 
Gastwirt
Verleihung am 30. Juli 1937
10. Maria Hohf (* 4. November 1876; † 2. April 1960)
Fabrikbesitzerin
Verleihung am 14. Dezember 1951
11. Nikolaus Brückner (* 28. Januar 1890; † unbekannt) 
Hauptlehrer
Verleihung am 14. Januar 1955; 12. Januar 2017 Distanzierungsbeschluss, Aberkennung durch den Marktgemeinderat Marktschorgast
Brückner war 40 Jahre Lehrer in Marktschorgast und war zugleich Chorleiter des Gesangsvereins, des Allgemeinen Sportvereins und des katholischen Kinderchores. Anlässlich seines 65. Geburtstages wurde er wegen seiner großen Verdienste um die Volksschule und die Heimatforschung zum Ehrenbürger ernannt.
12. Theodor Heublein (* 16. März 1888; † 24. Februar 1983)
Landrat
Verleihung am 17. April 1959
Die Verleihung erfolgte anlässlich der 850-Jahr-Feier des Ortes. Anerkannt wurden damit seine Verdienste um Marktschorgast, besonders die Förderung des Wohnungs- und Straßenbaus und die Errichtung der Autobahnein- und -ausfahrt.